# Statio fisci
Statio fisci – państwowa lub samorządowa jednostka organizacyjna nieposiadająca osobowości prawnej, która w stosunkach cywilnoprawnych działa w ramach swoich zadań w imieniu i na rzecz Skarbu Państwa.
Nazwą tą powszechnie określa się również organy jednostek organizacyjnych, które dokonują czynności za Skarb Państwa.
Przykładowe stationes fisci:
- Minister Obrony Narodowej i inni ministrowie,
- wojewoda,
- starosta oraz prezydent miasta na prawach powiatu (w zakresie mienia Skarbu Państwa, ale nie mienia powiatu czy tego miasta).